# نسرین وزیری
نسرین وزیری (زادهٔ ۷ تیر ۱۳۶۰ در تهران) روزنامه‌نگار ایرانی و فعال در حوزهٔ رسانه و روابط عمومی است که پیش‌تر دبیر گروه سیاسی خبرآنلاین بود. او دانشجوی دکترای ارتباطات از دانشگاه علامه طباطبایی است و با ایسنا، ایلنا، روزنامه اعتماد ملی، روزنامه شرق، تهران امروز، روزنامه همشهری، روزنامه جام جم، روزنامه اعتماد و خبرآنلاین همکاری داشته‌است.
نسرین وزیری در دی ماه سال ۸۸ به علت شرکت در اعتراضات به نتایج انتخابات ریاست جمهوری بازداشت و بعد از ۲۳ روز با قرار کفالت از زندان اوین آزاد شد. خانوادهٔ او تا مدت‌ها از وضعیت بازداشت وی بی‌خبر بودند. وزیری حین بازداشت در خبرآنلاین و خبرگزاری کار ایران، خبرنگار پارلمانی بود و اگرچه از سوی ادارهٔ اخبار مجلس به عنوان «خبرنگار» ممنوع الورود شد؛ اما ده سال بعد به عنوان مدیرکل حوزه ریاست سازمان نقشه‌برداری کشور توانست در جلسات کارشناسی کمیسیون‌های مجلس حضور یابد.
او در انتخابات شورای شهر تهران (۱۳۹۶) نامزد شد توانست تأیید صلاحیت شود اما از رقابت در این انتخابات انصراف داد.
با روی کار آمدن دولت روحانی تیمی از خبرآنلاین وارد دولت شدند که از جمله آن حسین انتظامی صاحب امتیاز خبرآنلاین به عنوان معاونت مطبوعاتی، علیرضا معزی مدیرمسئول خبرآنلاین به عنوان دبیر شورای اطلاع‌رسانی دولت و… هستند. همزمان با این تغییر و تحولات، نسیرین وزیری به عنوان دبیر سیاسی روزنامهٔ ایران منصوب شد که انتقادات بسیاری را به دنبال داشت.
وی در تابستان ۱۳۹۷ به عنوان مدیر کل دفتر ریاست، روابط عمومی و همکاری‌های بین‌الملل سازمان نقشه‌برداری کشوری و از تابستان ۱۳۹۷ به عنوان رئيس مركز اطلاع رساني، روابط عمومي و امور بين الملل سازمان برنامه و بودجه كشور منصوب شد 
وزیری در تابستان ۱۴۰۳ با حکم فرزانه صادق وزیر راه و شهرسازی، رییس روابط عمومی وزارت راه و شهرسازی شد.

## آثار
نسرین وزیری کتابی با عنوان بازیگران و بازیگردانان مجلس در رابطه با نه دوره مجلس شورای اسلامی نوشته که در سال ۱۳۹۴ به چاپ رسید.